# 蒂娜·丁

蒂娜·丁（1982年—），越南语名丁氏晴Tinna Dinhova (捷克语: Tinna Dinhova)，是一位在越南活跃的女歌手，演员，模特。出生在欧洲，拥有越南，捷克血统，父亲是越南人，母亲是捷克人。毕业于捷克国立音乐学院声乐系。她也是少数可以用4种语言（英语，法语，捷克语，越南语）演唱歌曲的歌手之一。除了歌唱外，公众还熟悉蒂娜·丁是一位充满前途的时装模特。她被评价为捷克共和国最成功的青年歌手。回越南发展时，选择抒情音乐流派。

## 获奖荣誉
电影《Trò đùa của Thiên Lôi 》角色获越南电影协会最具前途青年女演员奖。